# Oude-Tonge

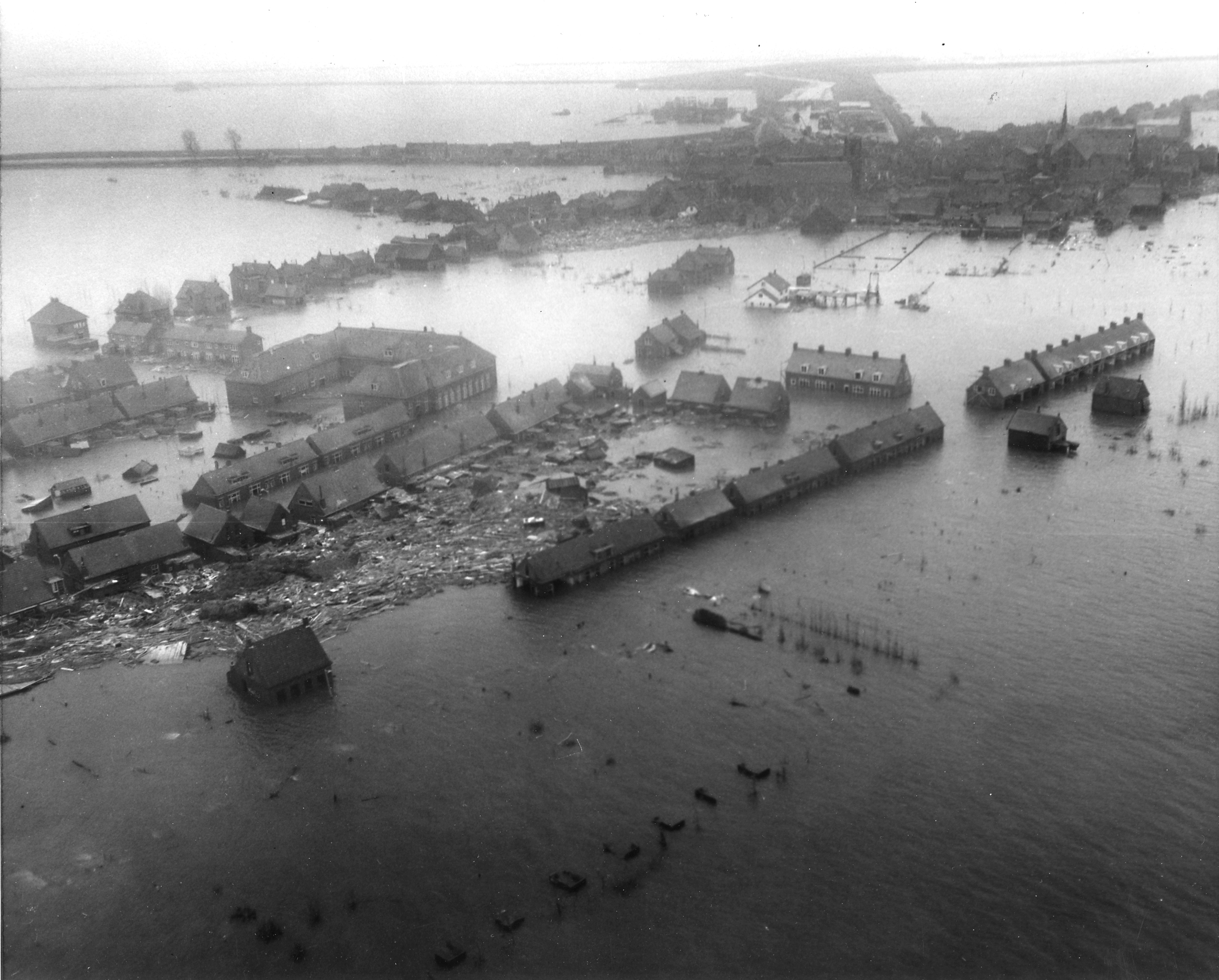
Oude-Tonge tijdens de watersnoodramp in 1953

Oude-Tonge is een plaats in het oosten van de gemeente Goeree-Overflakkee in de Nederlandse provincie Zuid-Holland. Het dorp ligt op het eiland Goeree-Overflakkee. Oude-Tonge telde 5.295 inwoners op 1 januari 2023.
Per 1 januari 2013 ging Oude-Tonge op in de gemeente Goeree-Overflakkee, daarvoor was het onderdeel van de per die datum opgeheven gemeente Oostflakkee. Tot 1 januari 1966 was Oude Tonge een zelfstandige gemeente (destijds officieel zonder koppelingsstreepje geschreven).
De voetbalclub in Oude-Tonge heet Don Bosco Grijsoord Combinatie (D.B.G.C.).
De watersportvereniging Oude-Tonge doet het beheer van de jachthaven. Er zijn 110 ligplaatsen voor leden en passanten.

## Geschiedenis
Oude-Tonge was de plaats met het grootste aantal doden bij de watersnood van 1953, in de nacht van 31 januari op 1 februari kwamen 305 mensen om het leven (bijna 10% van de bevolking). In 2003 werden deze slachtoffers herdacht, hierbij waren onder andere koningin Beatrix, premier Balkenende en enkele ministers aanwezig. De herdenking werd live uitgezonden door de NOS.
Oude-Tonge telt 4 kerkgenootschappen: de hervormde gemeente, die kerkt in de dorpskerk van Oude-Tonge, een rooms-katholieke kerk, een Evangelie gemeente en een kleine gereformeerde gemeente. Het oosten van Goeree-Overflakkee wordt globaal gezien als het minst christelijke deel van het eiland, hier valt Oude-Tonge dus ook onder.

## Geboren
- Gerard Bartus van Krieken (1836-1913), organist en componist
- Jan Pieterse (1942), wielrenner
- Jaap Sala (1949), politicus
- Arie Kievit (1965), fotograaf
- Robin de Puy (1986), fotograaf
- Lieke Huijsmans (2003), voetbalster Excelsior Rotterdam vrouwen (seizoen 2020-2023)

## Zie ook

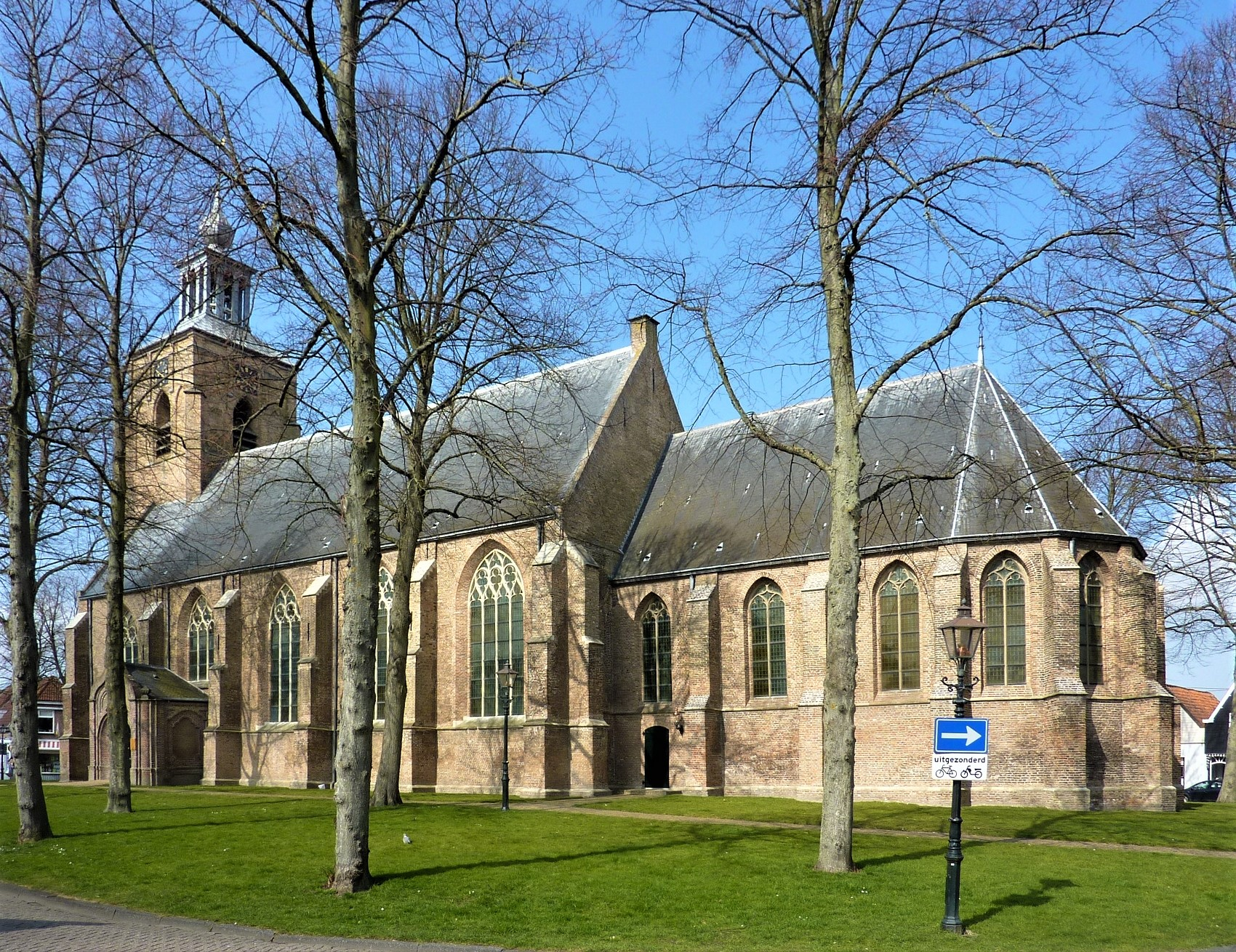
De Hervormde Kerk
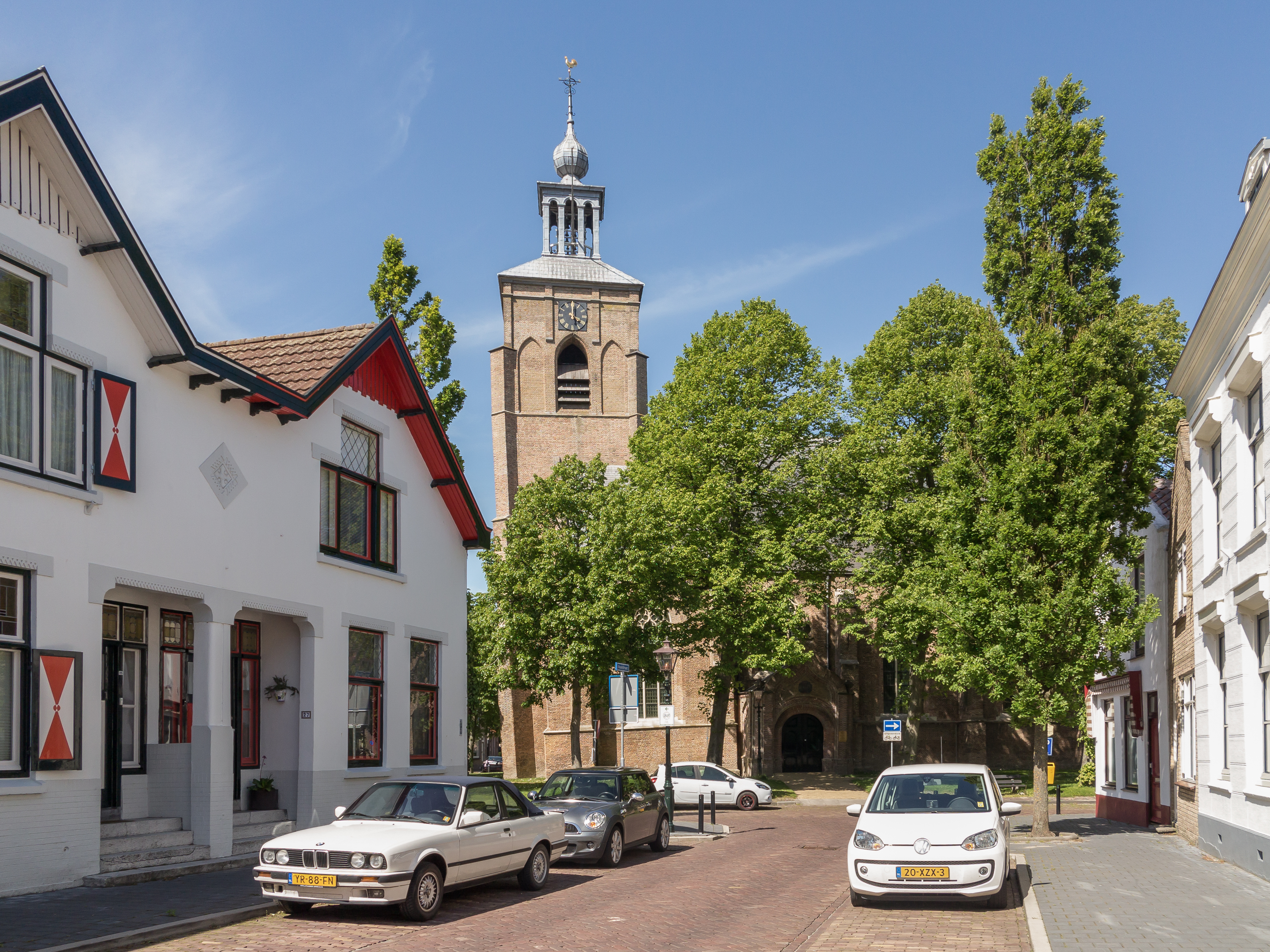
De NHkerk in straatzicht
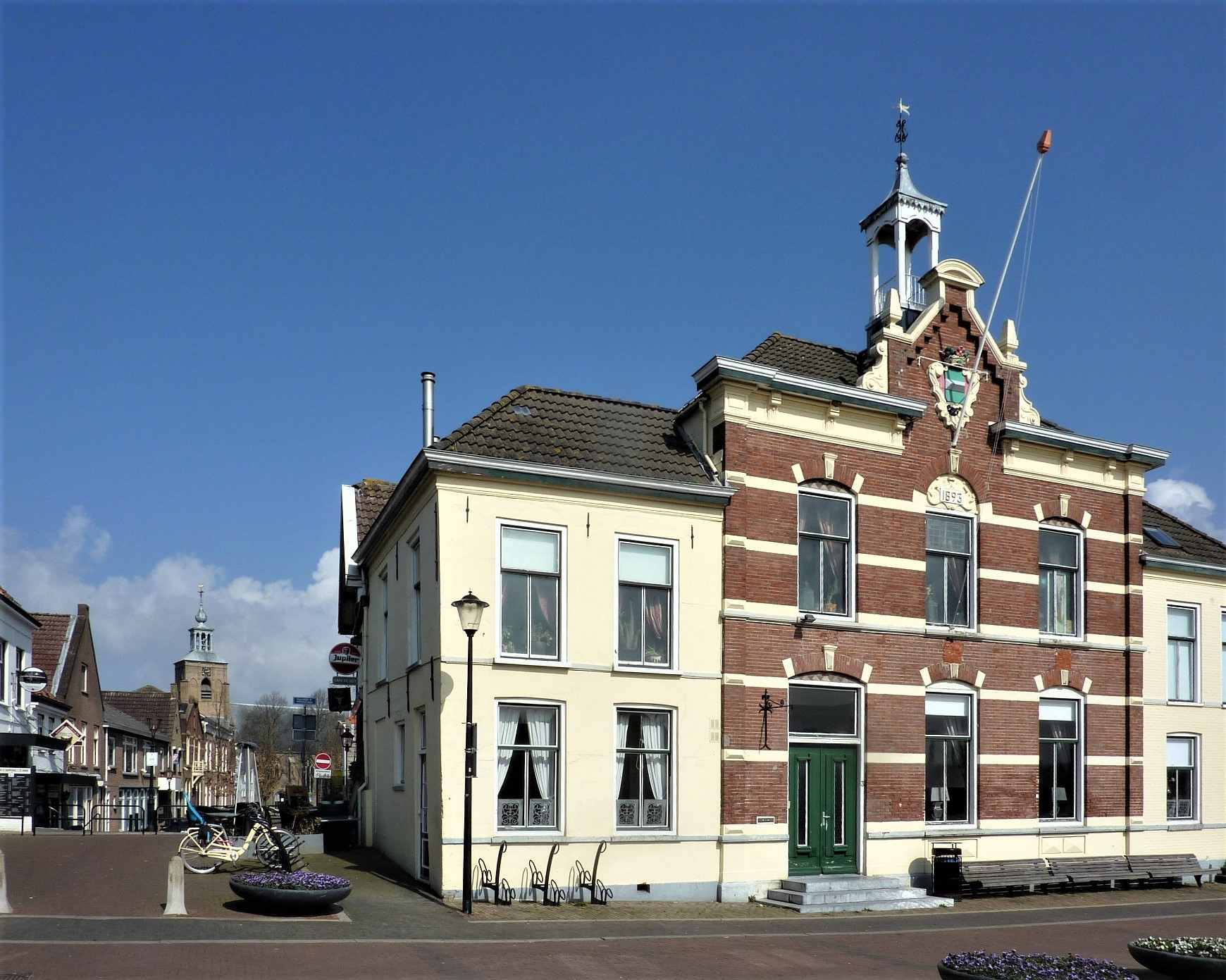
Kaai 3, straatzicht
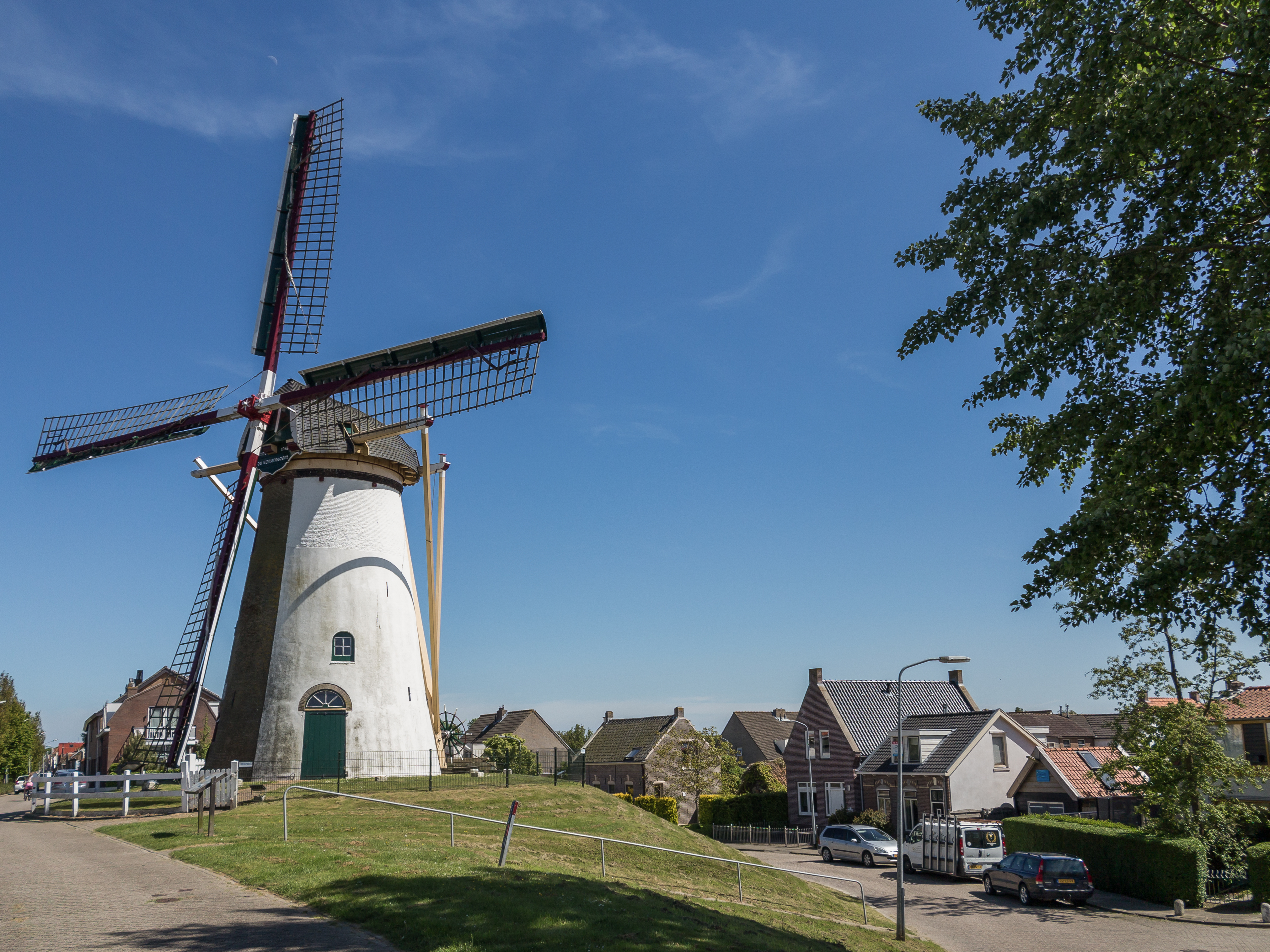
Korenmolen De Korenbloem (Oude-Tonge)
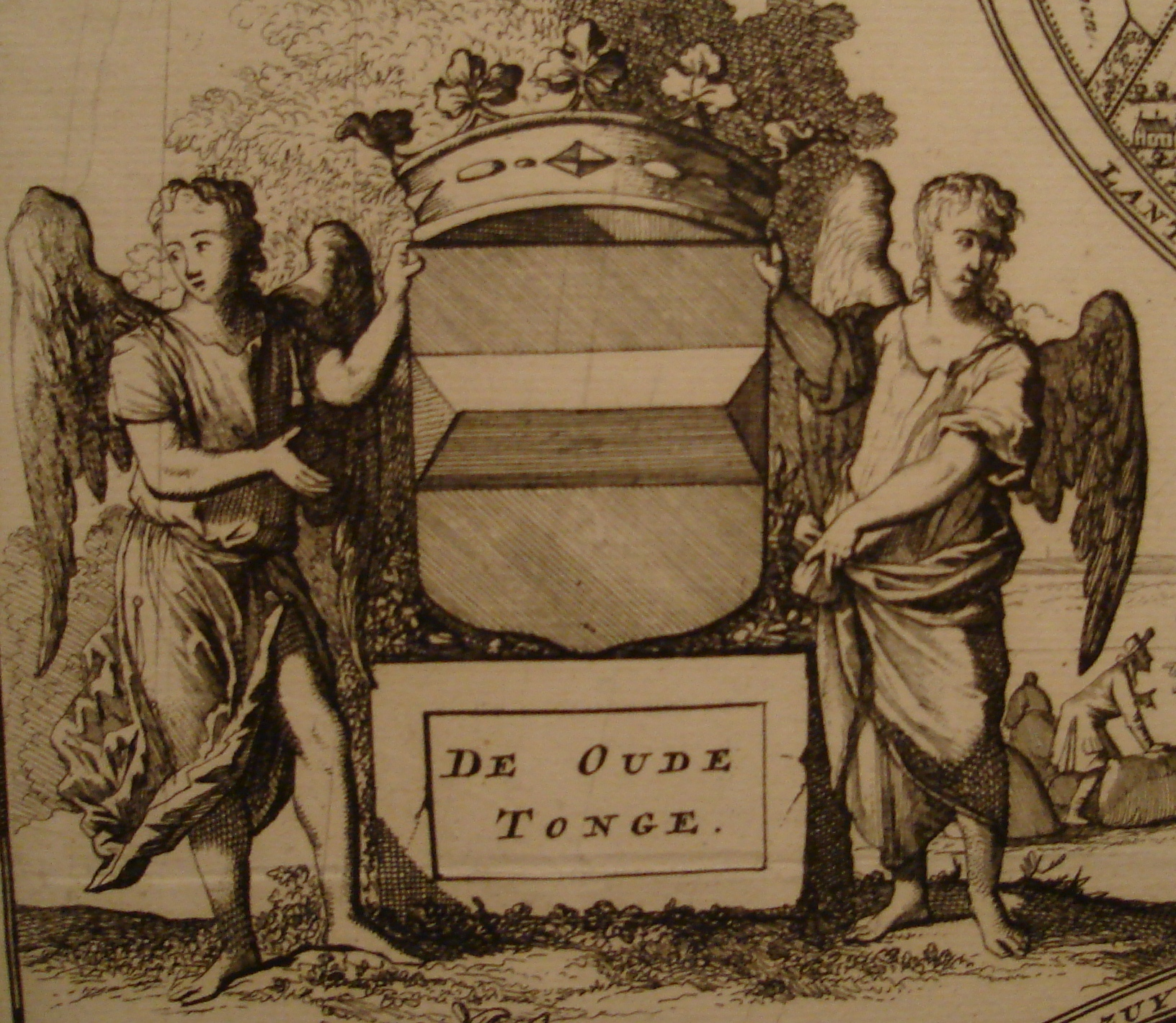
Wapen "De Oude Tonge" (1697)